# Wakabayashi Takeo
Wakabayashi Takeo (sinh ngày 29 tháng 8 năm 1907) là một cầu thủ bóng đá người Nhật Bản.

## Đội tuyển bóng đá quốc gia Nhật Bản
Wakabayashi Takeo thi đấu cho ĐTQG Nhật từ năm 1930.

## Thống kê sự nghiệp
| Đội tuyển bóng đá Nhật Bản | Đội tuyển bóng đá Nhật Bản | Đội tuyển bóng đá Nhật Bản |
| Năm                        | Trận                       | Bàn                        |
| -------------------------- | -------------------------- | -------------------------- |
| 1930                       | 2                          | 4                          |
| Tổng cộng                  | 2                          | 4                          |